# 男子第57回・女子第52回全日本学生バスケットボール選手権大会
男子第57回・女子第52回 全日本学生バスケットボール選手権大会（だんしだい57かい・じょしだい52かい ぜんにほんがくせいバスケットボールせんしゅけんたいかい）は、2005年12月12日から18日まで7日間にわたって国立代々木競技場第二体育館、横浜文化体育館で行われた全日本学生バスケットボール選手権大会。

## 日程
- 12月12日 - 男女1回戦
- 12月13日 - 男女1回戦・男子2回戦
- 12月14日 - 男女2回戦
- 12月15日 - 男女準々決勝
- 12月16日 - 男女5〜8位決定戦・女子準決勝
- 12月17日 - 男女順位決定戦・男子準決勝
- 12月18日 - 男女3位決定戦・男女決勝・閉会式

## 会場
- 代々木第二体育館
- 横浜文化体育館

## 出場校

### 男子
北海道・東北
- 北海道1位 札幌大学（20年連続33回目）
- 北海道2位 北海道教育大学岩見沢校（3年連続3回目）
- 東北1位 東北学院大学（12年連続43回目）
- 東北2位 秋田経済法科大学（6年連続19回目）

関東
- 関東1位 青山学院大学（23年連続29回目）
- 関東2位 東海大学（6年連続13回目）
- 関東3位 日本大学（54年連続54回目）
- 関東4位 法政大学（6年連続45回目）
- 関東5位 日本体育大学（49年連続49回目）
- 関東6位 専修大学（21年連続40回目）
- 関東7位 慶應義塾大学（8年連続49回目）
- 関東8位 早稲田大学（6年連続50回目）
- 関東9位 大東文化大学（10年連続15回目）
- 関東10位 拓殖大学（35年連続35回目）
- 関東11位 明治大学（12年連続52回目）
- 関東12位 筑波大学（57年連続57回目）
- 関東13位 國學院大学（2年ぶり6回目）

北信越・東海
- 北信越1位 金沢工業大学（6年連続19回目）
- 北信越2位 新潟経営大学（2年ぶり3回目）
- 東海1位 愛知学泉大学（18年連続18回目）
- 東海2位 中京大学（11年連続44回目）
- 東海3位 浜松大学（2年連続5回目）

近畿
- 関西1位 近畿大学（27年連続45回目）
- 関西2位 京都産業大学（35年連続35回目）
- 関西3位 関西大学（26年ぶり27回目）
- 関西4位 大阪産業大学（5年連続5回目）

中国・四国
- 中国1位 徳山大学（3年連続3回目）
- 中国2位 広島大学（2年ぶり16回目）
- 四国1位 松山大学（2年ぶり22回目）

九州
- 九州1位 九州産業大学（8年連続33回目）
- 九州2位 九州国際大学（6年連続11回目）
- 九州3位 福岡大学（2年ぶり44回目）

### 女子
北海道・東北
- 北海道1位 札幌大学（6年連続18回目）
- 北海道2位 北海道浅井学園大学（6年連続31回目）
- 東北1位 山形大学（5年ぶり21回目）
- 東北2位 東北学院大学（17年連続24回目）

関東
- 関東1位 筑波大学（51年連続51回目）
- 関東2位 日本体育大学（51年連続51回目）
- 関東3位 松蔭大学（4年連続4回目）
- 関東4位 白鷗大学（10年連続10回目）
- 関東5位 拓殖大学（2年ぶり5回目）
- 関東6位 早稲田大学（15年連続17回目）
- 関東7位 日本女子体育大学（51年連続51回目）
- 関東8位 東京学芸大学（6年連続32回目）
- 関東9位 専修大学（22年連続22回目）
- 関東10位 東京女子体育大学（18年連続33回目）
- 関東11位 玉川大学（6年連続6回目）

北信越
- 北信越1位 新潟経営大学（初出場）
- 北信越2位 信州大学（8年連続18回目）

東海
- 東海1位 桜花学園大学（9年連続11回目）
- 東海2位 愛知学泉大学（25年連続48回目）

近畿
- 関西1位 大阪人間科学大学（29年連続29回目）
- 関西2位 立命館大学（11年連続11回目）
- 関西3位 大阪体育大学（36年連続36回目）
- 関西4位 武庫川女子大学（21年連続40回目）
- 関西5位 奈良文化女子短期大学（2年ぶり5回目）
- 関西6位 天理大学（5年連続30回目）

中国・四国
- 中国1位 広島大学（11年連続27回目）
- 中国2位 島根大学（2年ぶり13回目）
- 四国1位 愛媛女子短期大学（2年連続2回目）

九州
- 九州1位 鹿屋体育大学（13年連続18回目）
- 九州2位 西南女学院大学（4年連続4回目）
- 九州3位 沖縄国際大学（4年連続7回目）
- 九州4位 福岡教育大学（12年連続26回目）

## 試合結果
- Y…代々木第二体育館
- YB…横浜文化体育館（A・B）

### 男子
1回戦
| 日時      | Y                                  | YBA                           |
| --------- | ---------------------------------- | ----------------------------- |
| 12日10:20 | 金沢工業大 58 - 69 愛知学泉大      | ー                            |
| 12日12:00 | 大東文化大 88 - 58 福岡大          | ー                            |
| 12日13:40 | 松山大 44 - 122 京都産業大         | ー                            |
| 12日15:20 | 日本体育大 90 - 55 中京大          | ー                            |
| 12日17:00 | 九州国際大 71 - 100 法政大         | ー                            |
| 12日18:40 | 日本大 109 - 51 北海道教育大岩見沢 | ー                            |
| 13日10:20 | 筑波大 94 - 56 秋田経済法科大      | 明治大 107 - 66 浜松大        |
| 13日12:00 | 東北学院大 86 - 81 國學院大        | 徳山大 68 - 74 拓殖大         |
| 13日13:40 | 大阪産業大 49 - 76 東海大          | 近畿大 83 - 64 札幌大         |
| 13日15:20 | 青山学院大 127 - 69 広島大         | 新潟経営大 64 - 124 早稲田大  |
| 13日17:00 | ー                                 | 慶應義塾大 69 - 66 九州産業大 |
| 13日18:40 | ー                                 | 関西大 57 - 95 専修大         |

2回戦
| 日時      | Y                             |
| --------- | ----------------------------- |
| 13日17:00 | 日本体育大 80 - 62 愛知学泉大 |
| 13日18:40 | 大東文化大 49 - 85 法政大     |
| 14日10:20 | 明治大 75 - 101 早稲田大      |
| 14日12:00 | 慶應義塾大 58 - 48 拓殖大     |
| 14日13:40 | 近畿大 65 - 70 専修大         |
| 14日15:20 | 日本大 100 - 62 京都産業大    |
| 14日17:00 | 筑波大 55 - 81 東海大         |
| 14日18:40 | 青山学院大 92 - 70 東北学院大 |

準々決勝
| 日時      | Y                           |
| --------- | --------------------------- |
| 15日13:00 | 日本体育大 82 - 68 法政大   |
| 15日14:40 | 日本大 66 - 72 専修大       |
| 15日16:20 | 慶應義塾大 63 - 67 東海大   |
| 15日18:00 | 青山学院大 82 - 71 早稲田大 |

5〜8位決定戦
| 日時      | Y                         |
| --------- | ------------------------- |
| 16日17:00 | 早稲田大 94 - 81 日本大   |
| 16日18:40 | 慶應義塾大 68 - 65 法政大 |

7位決定戦
| 日時      | Y                     |
| --------- | --------------------- |
| 17日13:20 | 日本大 87 - 70 法政大 |

5位決定戦
| 日時      | Y                           |
| --------- | --------------------------- |
| 17日15:00 | 早稲田大 86 - 83 慶應義塾大 |

準決勝
| 日時      | Y                             |
| --------- | ----------------------------- |
| 17日16:40 | 専修大 73 - 80 東海大（OT）   |
| 17日18:20 | 青山学院大 64 - 60 日本体育大 |

3位決定戦
| 日時      | Y                         |
| --------- | ------------------------- |
| 18日12:40 | 日本体育大 77 - 73 専修大 |

決勝
| 日時      | Y                         |
| --------- | ------------------------- |
| 18日16:00 | 青山学院大 77 - 90 東海大 |

### 女子
1回戦
| 日時      | YBA                               | YBB                                 |
| --------- | --------------------------------- | ----------------------------------- |
| 12日12:00 | 沖縄国際大 55 -80 日本女子体育大  | 広島大 72 - 83 山形大               |
| 12日13:40 | 天理大 55 - 83 早稲田大           | 専修大 72 - 48 愛媛女子短大         |
| 12日15:20 | 西南女学院大 58 - 60 桜花学園大   | 拓殖大 74 - 46 新潟経営大           |
| 12日17:00 | 北海道浅井学園大 53 - 96 立命館大 | 大阪体育大 74 - 46 東京女子体育大   |
| 12日18:40 | 福岡教育大 68 - 83 日本体育大     | 松蔭大 103 - 85 信州大              |
| 13日10:20 | ー                                | 札幌大 41 - 102 白鷗大              |
| 13日12:00 | ー                                | 愛知学泉大 69 - 60 武庫川女子大学   |
| 13日13:40 | ー                                | 鹿屋体育大 93 - 55 奈良文化女子短大 |
| 13日15:20 | ー                                | 東北学院大 66 - 75 東京学芸大       |
| 13日17:00 | ー                                | 玉川大 85 - 69 大阪人間科学大       |
| 13日18:40 | ー                                | 筑波大 106 - 71 島根大              |

2回戦
| 日時      | YBA                               | YBB                       |
| --------- | --------------------------------- | ------------------------- |
| 14日12:00 | 大阪体育大 89 - 61 日本女子体育大 | 山形大 62 - 84 桜花学園大 |
| 14日13:40 | 松蔭大 92 - 66 早稲田大           | 専修大 65 - 67 立命館大   |
| 14日15:20 | 鹿屋体育大 92 - 76 東京学芸大     | 拓殖大 75 - 70 日本体育大 |
| 14日17:00 | 筑波大 82 - 59 白鷗大             | 愛知学泉大 59 - 52 玉川大 |

準々決勝
| 日時      | YB                            |
| --------- | ----------------------------- |
| 15日13:00 | 松蔭大 95 - 79 拓殖大         |
| 15日14:40 | 鹿屋体育大 85 - 69 立命館大   |
| 15日16:20 | 大阪体育大 78 - 74 愛知学泉大 |
| 15日18:00 | 筑波大 84 - 75 桜花学園大     |

5〜8位決定戦
| 日時      | Y                             |
| --------- | ----------------------------- |
| 16日10:20 | 愛知学泉大 75 - 54 桜花学園大 |
| 16日12:00 | 立命館大 64 - 79 拓殖大       |

準決勝
| 日時      | Y                             |
| --------- | ----------------------------- |
| 16日13:40 | 鹿屋体育大 71 - 60 大阪体育大 |
| 16日15:20 | 筑波大 68 - 76 松蔭大         |

7位決定戦
| 日時      | Y                           |
| --------- | --------------------------- |
| 17日10:00 | 桜花学園大 64 - 80 立命館大 |

5位決定戦
| 日時      | Y                         |
| --------- | ------------------------- |
| 17日11:40 | 愛知学泉大 77 - 64 拓殖大 |

3位決定戦
| 日時      | Y                         |
| --------- | ------------------------- |
| 18日11:00 | 筑波大 77 - 69 大阪体育大 |

決勝
| 日時      | Y                         |
| --------- | ------------------------- |
| 18日14:20 | 松蔭大 67 - 63 鹿屋体育大 |

## 順位
| 順位   | 男子         | 男子   | 女子         | 女子   |
| 順位   | 大学名       | 備考   | 大学名       | 備考   |
| ------ | ------------ | ------ | ------------ | ------ |
| 優勝   | 東海大学     | 初優勝 | 松蔭大学     | 初優勝 |
| 準優勝 | 青山学院大学 |        | 鹿屋体育大学 |        |
| 3位    | 日本体育大学 |        | 筑波大学     |        |
| 4位    | 専修大学     |        | 大阪体育大学 |        |
| 5位    | 早稲田大学   |        | 愛知学泉大学 |        |
| 6位    | 慶應義塾大学 |        | 拓殖大学     |        |
| 7位    | 日本大学     |        | 立命館大学   |        |
| 8位    | 法政大学     |        | 桜花学園大学 |        |

## 表彰
| タイトル       | 男子              | 男子                            | 男子                        | 女子       | 女子               | 女子                        |
| タイトル       | 選手名            | 所属                            | 備考                        | 選手名     | 所属               | 備考                        |
| -------------- | ----------------- | ------------------------------- | --------------------------- | ---------- | ------------------ | --------------------------- |
| 得点王         | 菊地祥平          | 日本大№10、3年                  | 122点                       | 関根麻衣子 | 松蔭大№8、2年      | 110点                       |
| 3P王           | 高木賢伸          | 早稲田大№5、4年                 | 14本                        | 関根麻衣子 | 松蔭大№8、2年      | 15本                        |
| リバウンド王   | 竹内公輔          | 慶應義塾大№7、3年               | OFF22REB DEF64REB 合計86REB | 吉田舞     | 鹿屋体育大№8、2年  | OFF21REB DEF34REB 合計55REB |
| アシスト王     | 呉屋貴教 正中岳城 | 日本大№5、4年 青山学院大№9、3年 | 19本                        | 内田里香   | 筑波大№7、4年      | 14本                        |
| ディフェンス王 | 西堂雅彦          | 東海大№4、4年                   |                             | 中藤麻佐美 | 筑波大№9、4年      |                             |
| 優秀選手       | 西堂雅彦          | 東海大№4、4年                   |                             | 山西麻依   | 松蔭大№5、4年      |                             |
| 優秀選手       | 石崎巧            | 東海大№6、3年                   |                             | 吉田舞     | 鹿屋体育大№8、2年  |                             |
| 優秀選手       | 大屋秀作          | 青山学院大№4、4年               |                             | 三吉綾子   | 大阪体育大№14、2年 |                             |
| 優秀選手       | 大西崇範          | 日本体育大№4、4年               |                             | 加藤めぐみ | 筑波大№4、4年      |                             |
| MIP            | 大宮宏正          | 専修大№6、4年                   |                             | 関根麻衣子 | 松蔭大№8、2年      |                             |
| 敢闘賞         | 佐藤託矢          | 青山学院大№5、4年               |                             | 平田紘美   | 鹿屋体育大№4、4年  |                             |
| MVP            | 竹内譲次          | 東海大№15、3年                  |                             | 関根麻衣子 | 松蔭大№8、2年      |                             |